# Prince of Stride
Prince of Stride (プリンス・オブ・ストライド, Purinsu Obu Sutoraido) est une série de romans axée sur un sport appelé Stride, une course de relais en équipe basée sur le parkour. Elle est publiée depuis novembre 2012 par ASCII Media Works.
Une adaptation en manga, Prince of Stride: Galaxy Rush, est publiée depuis novembre 2015, et une adaptation en anime par le studio Madhouse, Prince of Stride: Alternative, est diffusée entre janvier et mars 2016,.

## Synopsis
L’histoire nous entraîne dans le quotidien de Fujiwara Takeru et Nana Sakurai, deux lycéens en première année à l’école Hônan. Ils sont tous deux membres du club de Stride, cette course urbaine de relais extrême dans laquelle des équipes mixtes composées de six membres s’élancent dans les rues de la ville. Leur club ne comptant que deux membres, ils cherchent à tout prix à en recruter pour pouvoir participer à l’une des plus grandes compétitions de Stride, The End of Summer, qui réunit d’autres lycéens de tout le Japon.